# ورم إنتاشي
الورم إنتاشي أو الورم الجرثومي (بالإنجليزية: Germinoma)‏ هو نوع من أنواع أورام الخلايا الجرثومية، ولا يختلف عند الفحص، وقد يكون حميدا أو خبيثا.

## التصنيف
يشير مصطلح الورم إنتاشي إلى أورام في الدماغ، الذي يحتوي على أنسحة مطابقة لورم إنتاشي مبيضي والورم المنوي في الخصية. منذ عام 1994، عرف نظام فهرسة المواضيع الطبية الورم إنتاشي بإنه " ورم خبيث من الأنسجة الجرثومية للغدة التناسلية، والمنصف، والغدة الصنوبرية. وبشكل مجمع فهي تشتمل علي الأورام المنوية أو الجرثومية.

## التاريخ الطبيعي
يعتقد أن الورم الإنتاشي ينشأ من خطأ في التطور، نتيجة لفشل الخلايا الجرثومية البدائية في الهجرة بشكل صحيح، يفتقر الورم الإنتاشي إلى تمايز الأنسجة، وعلي النقيض فالأورام الجرثومية غير الإنتاشية تظهر تنوع كبيرا في الأنسجة. ومثل باقي الأورام الجرثومية الأخرى، يمكن أن يتحول الورم الإنتاشي إلى ورم خبيث.

## التاريخ
إن الورم موحد الشكل، ويتكون من خلايا كبيرة مستديرة و نواة حويصلة، وسيتوبلازم يوزيني واضح أو حبيبي ناعم.
ويظهر الفحص العام أن السطح الخارجي للخلايا سلس أو ذو بروزات، أما السطح الداخلي ناعم أو سميك، ذو لون كريمي أو رمادي أو اللون الوردي. الفحص المجهري يظهر خلايا موحدة تشبه الخلايا الجرثومية البدائية. يحتوي سدى الورم علي خلايا ليمفاوية. وحوالي 20% من المرضى، يعانون من ورم انتاشي يشبه الساركويد.

## التشخيص
لقد لوحظت الانبعاثات في حوالي 22% من المرضى أثناء التشخيص. يحدث الورم الانتاشي بمعدل ضعفين في الرجال أكثر من معدل حدوثه في النساء، والسن الأكثر شيوعا هو ما بين سن 10 إلي 21 سنة.
في كثير من الأحيان، يتم اختبار الالفا فيتو بروتين(AFP) وموجهة الغدد التناسلية المشيمائية(HCG) كعلامات للورم في المصل والسائل الشوكي، مع ملاحظة أن الورم الانتاشي الخالص لا يرتبط بزيادة في هذه العلامات. أما الورم الجرثومي غير الإنتاشي فهو مصاحب بزيادة هذه العلامات، على سبيل المثال زيادة الألفا فيتو بروتين(AFP) في حالات ورم الكيس المحي، وفي السرطانات الجنينية، والورم المسخي غير المتطور. أما سرطانة مشيمائية فهي مصاحبة بزيادة فموجهة الغدد التناسلية المشيمائية (HCG). يمكن أن تظهر معدلات منخفضة من موجهة الغدد التناسلية المشيمائية (HcG)في 1_15% من حالات الورم الإنتاشي، وهناك بعض التناقض على أن الأورام التي تفرز موجهة الغدد التناسلية المشيمائية تكون أكثر عدوانية من تلك التي لا تفرزه.

## الموقع
المبيض والخصية
الورم الإنتاشي المبيضي هو أشهر الأورام الجرثومية الخبيثة التي تصيب المبيض، وغالبا ما يحدث في فترة المراهقة وفي وقت مبكر من حياة البالغين. ويصيب 5% من الأطفال قبل البلوغ، ونادر مايحدث بعد سن 50، ويحدث بنسبة 10% في كلا المبيضين.
الورم المنوي هو ثاني أشهر سرطانات الخصية شيوعاً، أما الأكثر شيوعاً فهو الورم المختلط، والذي قد يحتوي علي ورم نووي.

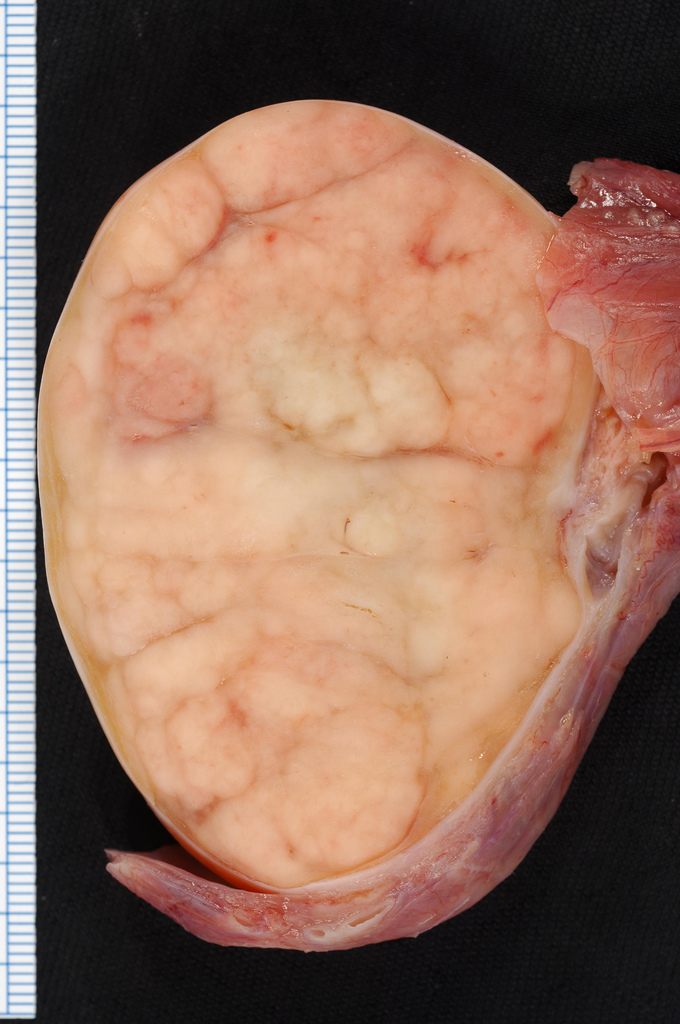
ورم نووي يبلغ حجمه 4*5.5سم بعد لاستئصال الكامل للخصية في ذكر يبلغ من العمر 27عاما

إن الغدد التناسلية الغير طبيعية بسبب خلل في الغدد التناسلية أو متلازمة نقص الأندروجين تحمل خطر كبير لنشوء الورم الانتاشي، ويرتبط معظمها بارتفاع في إنزيم نازع لهيدروجين اللاكتات(LDH)، والذي يستخدم أحيانا كعلامة للورم.
غالبا ما تظهر الانبعاثات في العقد الليمفاوية.
داخل الدماغ
يحدث الورم الإنتاشي داخل الدماغ في حوالي 0.7% من الأطفال، كما هو الحال في أورام الخلايا الجرثومية التي تحدث خارج الغدد التناسلية. ومن أشهر أماكن حدوثها هو بالقرب من خط الوسط، في كثير من الأحيان في الغدة الصنوبرية أو السرج التركي، فقد تحدث في كلا المكانين في حوالي 5-10% من المرضى الذين يعانون من الورم الإنتاشي. وقد تحدث في أجزاء أخرى داخل الدماغ وأشهرهاالغدة النخامية، أو تحت المهاد، والمهاد، والعقدة القاعدية.
يعتمد تشخيص الورم على الخزعة، حيث يظهر التصوير العصبي مشابهته للأورام الأخرى.
يتم دراسة خلايا السائل المخي الشوكي لتحديد أي انبعاثات للنخاع الشوكي، وايضا لتخطيط وتنظيم العلاج الإشعاعي
وقد أظهرت الإحصائيات أن 90% من المرضى ظلوا أحياء لفترة خمس سنوات بعد التشخيص،الاستئصال غير الكامل للورم لا يؤثر على نسبة الشفاء، ولذلك فإن استئصال الورم غير ضروري وقد يؤدي إلى خطر حدوث مضاعفات من الجراحة. وأفضل النتائج تحدث عند استخدام الإشعاع القحفي بتردد يزيد عن 4000.

## العلاج والتنبؤ
مثل العديد من أورام الخلايا الجرثومية، فإن الورم الإنتاشي حساس لكل من العلاج الإشعاعي والعلاج الكيمائي، ولذلك فإن استعمال هذه الوسائل قد تمنح المريض فرصة للعيش مدى طويل بعد العلاج.
وعلى الرغم من أن العلاج الكيمائي يقلص حجم الورم، فلا ينصح باستخدامهِ منفردا إلا إذا كان هناك موانع للإشعاع. حيث اظهرت دراسة أجريت في أواخر عقد التسعينات على 45 مريض واستخدم فيها كاربوبلاتنيوم وإتوبوسيد وبليوميسن، انتكاس نصف المرضى، وبعد استخدام الإشعاع أو علاج كيماوي إضافي تعافى معظم هؤلاء المنكوبين.